# Polissoir de la Petite-Garenne
Le Polissoir de la Petite-Garenne, appelé aussi Polissoir de Villemartin, est un polissoir situé à Morigny-Champigny, dans le département français de l'Essonne; 91150.

## Protection
Le polissoir a fait l’objet d’un classement au titre des monuments historiques en 1902 lors de sa découverte.

## Caractéristiques
Le polissoir est une dalle de grès affleurant au niveau du sol, d'environ 2,75 m de longueur sur 1,30 m de large. Il comporte quatre rainures de polissage, dont trois avec une arête de fond, deux surfaces polies et seize cuvettes polies, plus ou moins ovalaires, disséminées sur toute la pierre.
Selon G. Courty, il existait à proximité un second polissoir, avec deux rainures de polissage, retrouvé au fond de la Juine, désormais disparu.